# فیل ماره

فیل ماره در سال ۱۹۷۹

فیل ماره (انگلیسی: Phil Mahre؛ زادهٔ ۱۰ مهٔ ۱۹۵۷) اسکی‌باز آلپاین، و راننده خودروی مسابقه‌ای اهل ایالات متحده آمریکا بود.
از افتخارات وی می‌توان به کسب مدال طلا در بازی‌های المپیک زمستانی ۱۹۸۴ اشاره کرد.